# The Theatre at Grand Prairie
The Theatre at Grand Prairie é uma casa de espetáculos localizada na cidade de Grand Prairie, no Texas, EUA.
Foi inaugurada em fevereiro de 2002 sob o nome NextStage Performance Theater em substituição à Reunion Arena, em Dallas, então considerada uma das principais arenas do Texas.
Em 2004, o local foi renomeado para Nokia Live após a Nokia adquirir os naming rights.
Em fevereiro de 2010, a Verizon assumiu os direitos de nome da casa. A concessão durou até julho de 2018, quando o local foi renomeado para The Theatre at Grand Prairie.